# Бот (программа)
Бот (мн. ч. боты), а также интернет-бот и тому подобное (англ. bot, сокращение от чеш. robot) — виртуальный робот или искусственный интеллект, который функционирует на основе специальной программы, выполняющей автоматически и/или по заданному расписанию какие-либо действия через интерфейсы, предназначенные для людей.
При обсуждении компьютерных программ слово употребляется в основном в применении к Интернету.

## Общая информация
Обычно боты предназначаются для выполнения работы, однообразной и повторяемой, с максимально возможной скоростью (очевидно, намного выше возможностей человека). На веб-сервере может быть размещён файл robots.txt, содержащий ограничения, которые следует исполнять ботам.
Боты находят также применение в условиях, когда требуется лучшая реакция по сравнению с возможностями человека (например, игровые боты, боты для интернет-аукционов и тому подобное) или, реже, для имитации действий человека (например, боты для чатов, шоппинг-боты и тому подобное).
Чат-бот может выдать достаточно адекватный ответ на вопрос, сформулированный на правильном русском языке (или любом другом, работа с которым поддерживается). Такие боты часто применяются для сообщения прогноза погоды, результатов спортивных соревнований, курсов валют, биржевых котировок и тому подобное. Они находят применение, например, в системе SmarterChild в AOL Instant Messenger и MSN messenger.
В IRC боты применяются для «удержания» канала, комментирования определённых фраз, отправленных пользователями (по сопоставлению с образцом). Это достаточно полезное средство для помощи новичкам или борьбы с ненормативной лексикой.

## Чатботы
Чатбот — программа, работающая внутри мессенджера. Такая программа способна отвечать на вопросы, а также самостоятельно задавать их. Чатботы используются в разных сферах для решения типовых задач.
Создание чат-бота — это не только следование последним тенденциям. Прежде всего, речь идёт о сокращении затрат, увеличении конверсии и улучшении качества обслуживания клиентов. Сотни компаний делают всё возможное, чтобы достичь вышеупомянутых целей. И для их достижения необходимы боты как первостепенный инструмент.
Согласно текущей статистике чат-ботов за 2020 год, недвижимость является ведущей отраслью по прибылям от чат-ботов (28 %). Затем идут путешествия (16 %), образование (14 %), здравоохранение (10 %) и финансы (5 %). Причина такой популярности очевидна: агенты понимают, что боты могут эффективно справляться с большинством рутинных задач, экономя их время, ресурсы и, в конечном итоге, деньги. Программное обеспечение чатбота может быть чрезвычайно специализированным, чтобы работать в определённых отраслях. Например, лучшее программное обеспечение чатбота для обслуживания клиентов может отличаться от лучшего варианта чатбота в маркетинговых целях.
Чатботы могут использоваться в службах поддержки, помогая решить простые вопросы, например, такие как смена пароля.
Чат-боты можно использовать для поиска информации. Например, прогноз погоды, афиша мероприятий. В мессенджере Telegram можно найти десятки тысяч ботов, способных рассказать о погоде или помочь выбрать подарок.
В сфере путешествий стали одними из первых использовать чатботы. Чатбот может предложить направления/рейсы/рестораны — на основании поисковых запросов и предпочтений пользователя. После покупки программа обеспечивает клиентскую поддержку, предоставляя ответы на часто задаваемые вопросы.
Чатботы помогают работодателям и соискателям в процессе поиска работы и подбора кадров. Летом 2016 года агентство по поиску работы FirstJob выпустило чатбота Мия, который не только предлагает подходящие вакансии, но и проводит с кандидатом на вакансию собеседование. В России собеседования проводил чатбот от компании Superjob для компании «Связной».
Чат-боты активно используются в сфере бизнеса и маркетинга. Они позволяют:
- автоматизировать определенные этапы общения с клиентами и партнерами;
- повысить степень лояльности к компании;
- получать прямые конверсии, переводя часть элементарных задач на ботов.[7]

Маркетолог Эстер Краудфорд создала чат-бота EtherBot, который рассказывает представителям hr-департаментов о карьере хозяйки, её способностях и хобби.
Чатботы можно использовать как персональных помощников. Изобретатель хештега Крис Мессина использует бота-помощника, MessinaBot, который отвечает всем тем, кто пишет ему в Facebook .

## Коммерческое использование
По поводу использования ботов для автоматизации операций купли-продажи в своё время шли бурные дебаты. Компания, владеющая интернет-аукционом eBay, пыталась в судебном порядке пресечь деятельность третьей стороны по использованию ботов для поиска нужных сделок и товаров. Однако это сработало против eBay, привлекая внимание большего круга лиц, пользующихся ботами. Другая компания-оператор британской биржи ставок Betfair столкнулась с настолько большим трафиком от ботов, что была вынуждена разработать и внедрить так называемый WebService API для получения возможности контролировать подобный трафик.
Чат-боты могут знакомить потенциальных клиентов с услугами или товарами для создания автоворонки продаж.

## Вредоносное использование
Другим вредоносным проявлением ботов является их использование для координации сетевых атак на компьютеры, например, DDoS- и DoS-атак через ботнет. Интернет-боты могут использоваться для мошенничества типа кликфрод (англ. click fraud). В последнее время стали массовыми боты, используемые в играх жанра MMORPG. Спам-боты используются для распространения по различным ресурсам сети информации (обычно рекламного содержания).
- Основные вредоносные действия ботов (и ботнетов):

1. Спам-боты, собирающие адреса E-mail из контактных форм и гостевых книг;
2. Программы, загружающие интернет-канал потоком ненужной информации (как правило, рекламного характера);
3. Сайты, собирающие информацию о безвредных сайтах, для использования её в автоматически создаваемых дорвеях;
4. Некоторые вирусы и черви;
5. DoS- и DDoS-атаки;
6. Ботнеты и компьютеры-зомби.

- Боты используются для скупки лучших мест на концертах, авиарейсах и т. п., особенно в целях последующей перепродажи. Это позволяет ботам в кратчайшие сроки забронировать максимально допустимое системой бронирования количество мест. Таким образом, прибывающая обычная публика зачастую имеет меньше шансов приобрести билеты.
- Боты широко используются во многих онлайн-играх для фарминга игровой валюты, игровых ценностей и т. п., что ставит игровые экономики в затруднительное положение.

Для противодействия автоматическим действиям сейчас наиболее широко применяется так называемая CAPTCHA. CAPTCHA, по сути, является одной из форм теста Тьюринга, применяемой для различия машины и человека путём демонстрации особым образом графически обработанного текста. Данный текст сравнительно легко читается человеком, а современные реализации ИИ часто не справляются с его распознаванием.

## Примеры
- Бот в компьютерных играх — компьютерный соперник, имитирующий действия «живого» игрока.
- Пауки (программы, скачивающие веб-страницы для последующего индексирования) поисковых систем, другие программы, автоматически сканирующие сайты. В этом случае чаще применяется слово робот. См. также Поисковый робот.
- Гринч-боты (шопинг-боты) — программы, которые способны мгновенно скупать товары в интернете, опережая реальных покупателей.
- Автоответчики в электронной почте, чатах. Возможности таких ботов:

Служебные
- Ведение логов чата
- Учёт прав участников. Например, служба IRC ChanServ на IRC-серверах позволяет зарегистрировать канал, и снимает статус оператора со входящих незарегистрированных пользователей, автоматически выдавая статусы тем, кому это позволил с помощью специальных команд создатель канала или уполномоченные им пользователи.
- Обеспечение безопасности чата. Например, «выкидывает» пользователей, если они повторяют одно и то же много раз (защита от флуда), или по каким-то параметрам (например, имя состоит из нескольких заглавных букв, или представляет собой нецензурное выражение) похожи на «нежелательного» участника.
- Обеспечение возможности конференции между более, чем двумя пользователями, в протоколах без такой функции.

Информационно-развлекательные
- Справочная — интерфейс к базе данных, в которой хранятся слова и ответы на них («фактоиды», англ. factoids). Ответов может быть несколько, тогда из них может выбираться случайный. Один из таких ботов — IRC‑бот Infobot[англ.]. Фактоиды могут создаваться как пользователями напрямую, так и автоматически, путём «подслушивания» их разговоров между собой (например, из сообщений со строкой «— это»).
  - Частный случай — словарь
- Виртуальный собеседник — имитирует общение.
  - Упрощённый вариант: бот запоминает всё сказанное участниками чата (см. ведение логов), и отвечает на сообщения произвольной фразой, построенной из него с помощью цепей Маркова.
- Игры (см. IRC-игра)

Утилиты
- Переводчик
- Калькулятор
- Комментатор — комментирует сказанное для удобства работы с ним. Например, при упоминании выражения «bug 123456» выводит в чат URI-ссылку на соответствующую запись в системе отслеживания ошибок, имеющей отношение к данному каналу IRC или конференции Jabber.
- Поиск указанной строки в поисковой системе и выдача, например, адреса и заголовка страницы самого верхнего результата.